# Cucurbituril
Un cucurbituril és una molècula macrocíclica formada per unitats de glicoluril {\displaystyle {\ce {=C4H2N4O2=}}} unides per grups metilè {\displaystyle {\ce {-CH2 -}}} a cada costat.

Estructura del glicoluril.

La comprensió de les propietats dels cucurbiturils s'inicià l'any 1980 quan el químic estatunidenc William Leo Mock repetí la síntesi descrita pel químic alemany Robert Behrend el 1905 de condensació de glicoluril i formaldehid que produí un polímer. Mock confirmà l'estructura cristal·lina del sis-glicoluril o cucurbit[6]uril, i investigà la seva química hoste-convidat amb convidats d'alquilamoni en una dissolució aquosa. Mock batejà aquesta molècula «cucurbituril» per la seva semblança amb una carabassa, ja que les carabasses pertanyen a la família de les cucurbitàcies.

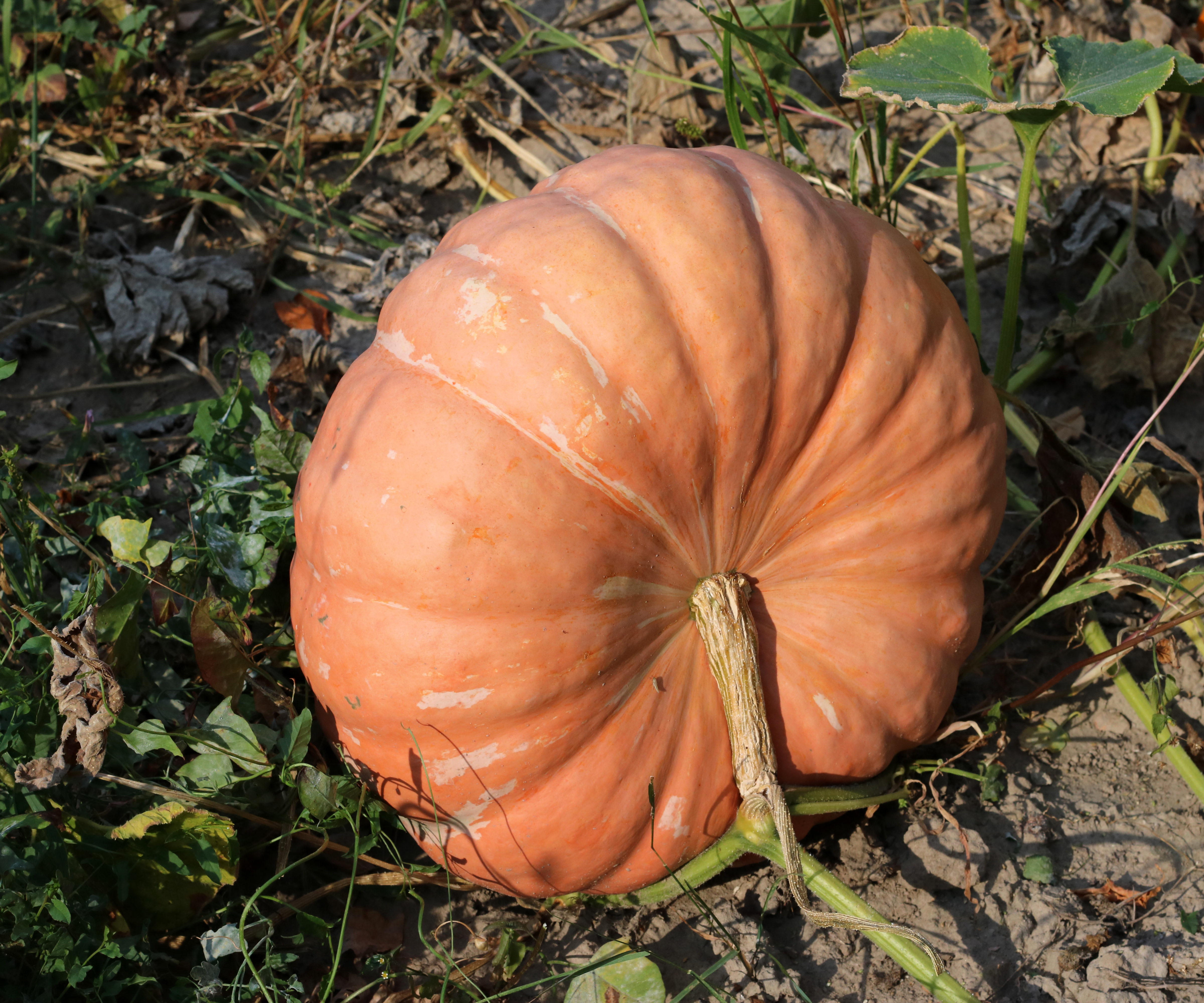
Cucurbita Maxima.

L'interès pels cucurbiturils augmentà a principis dels anys 2000, quan tres nous membres de la família dels cucurbiturils amb unitats de cinc, set i vuit glicolurils foren aïllats independentment pels grups del químic sud-coreà Kimoon Kim (1954) i de l'australià Anthony Day. Des de llavors, tant CB[n] com Q[n] s'han emprat com a abreviatures de cucurbituril on n representa el nombre d'unitats de glicoluril. La característica més atractiva dels cucurbiturils és la seva afinitat i selectivitat sorprenentment alta cap a una sèrie de molècules hoste en solucions aquoses. Durant les últimes dècades, la investigació vers els cucurbiturils i compostos relacionats s'ha incrementat amb aplicacions emergents en diversos camps.